# Renânia
Brasão de armas da Renânia
A Renânia (em alemão: Rheinland) é o nome usado para uma área vagamente definida da Alemanha Ocidental, nas duas margens do médio e baixo Reno, rio do qual origina o seu nome.
Em 2009, dois Länder situam-se nessa região:
- Renânia do Norte-Vestfália
- Renânia-Palatinado

Note que o Land do Sarre também se localiza na Renânia:
Em 1909, era a região mais industrializada da Alemanha. Em 1919 com o Tratado de Versalhes, a região foi desmilitarizada. Durante o governo de Hitler, o tratado foi violado e o exército alemão voltou à região. Não houve reação imediata por parte da França e do Reino Unido (tríplice Entente).

## Etimologia

A região da Renânia, como em suas demarcações em 1830

Historicamente, a Renânia refere-se (fisicamente falando) a uma região vagamente definida que abrange as terras nas margens do Rio Reno, na Europa Central, que foram povoadas pelos Francos ripuários e Francos sálios, tornarando-se parte da Austrásia franca. Na Alta Idade Média, vários Estados imperiais, ao longo do rio, emergiram do antigo ducado tribal da Lotaríngia, sem desenvolver qualquer identidade política ou cultural comum.
O conceito de "Renânia" não apresentou evolução até o século XIX, após a Guerra da Primeira Coligação, quando uma curta República Cisrena foi estabelecida. O termo abrangia todo o território conquistado pela França a oeste do Reno (em alemão: Linkes Rheinufer), mas também incluía uma pequena porção das cabeças de ponte nas margens este. Após o colapso do império francês, as regiões de Jülich-Cleves-Berg e Baixo Reno foram anexadas ao Reino da Prússia. Em 1822, a administração prussiana reorganizou o território como Província do Reno (em alemão: Rheinprovinz, também conhecida como Prússia Renana), uma tradição que continuou na nomeação dos atuais estados alemães da Renânia-Palatinado e Renânia do Norte-Vestfália.
Após a Primeira Guerra Mundial, a parte ocidental da Renânia foi ocupada por forças militares da Tríplice Entente, sendo posteriormente desmilitarizada sob o Tratado de Versalhes de 1919 e sob os sete Tratados de Locarno de 1925. Posteriormente, as forças alemãs remilitarizaram o território em 1936, como parte de um teste diplomático de vontade, três anos antes do despoletar da Segunda Guerra Mundial.

## Localização Geográfica
A oeste, a área estende-se até às fronteiras territoriais com Luxemburgo, Bélgica e os Países Baixos; no lado oriental, abrange as vilas e cidades ao longo do rio e da área de Bergisches Land até às regiões de Vestfália (Siegerland) e Hesse. Estendendo-se, a sul, até às Terras Altas do Palatino Norte, esta área, com exceção da região do Sarre, corresponde aproximadamente ao uso contemporâneo do termo.

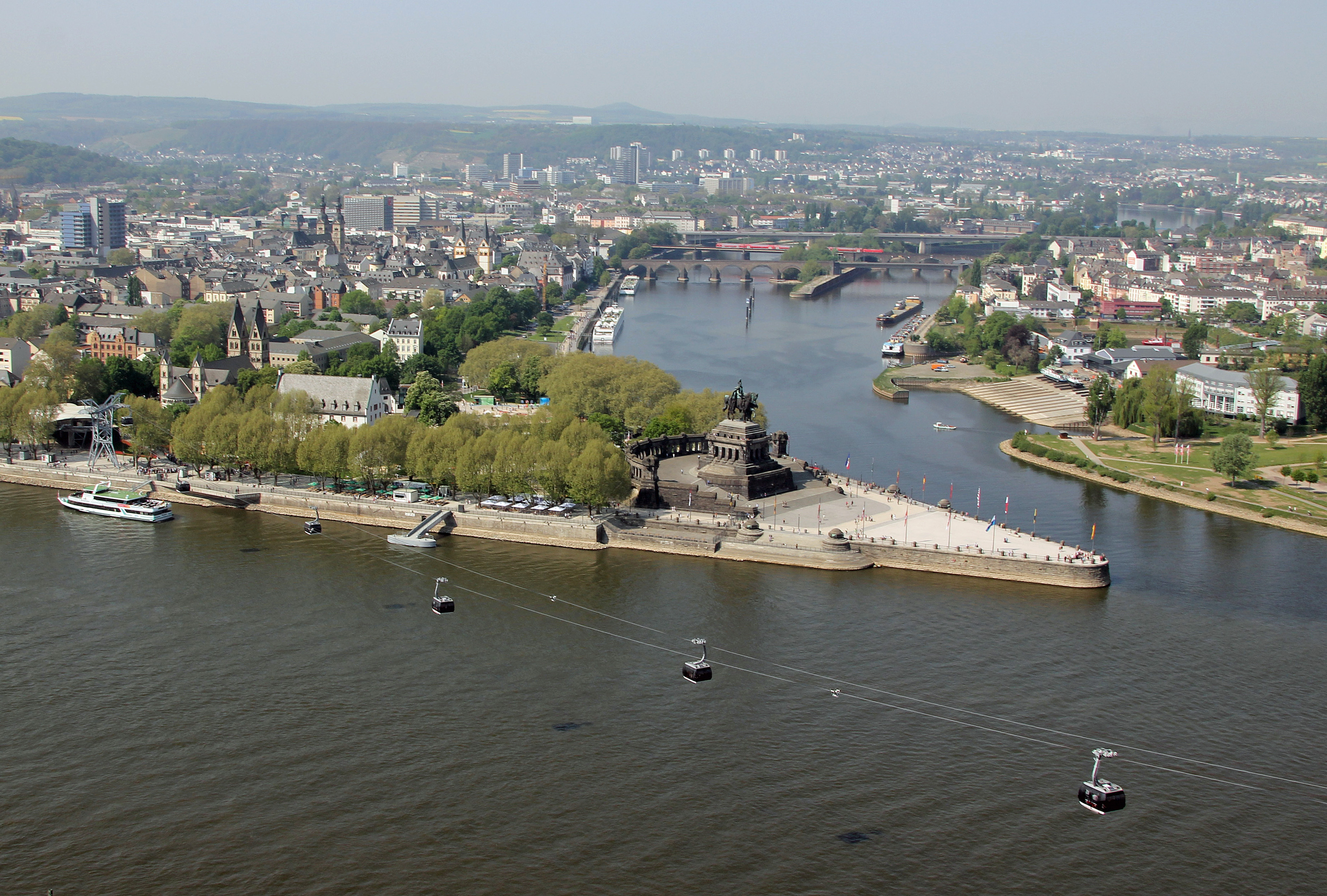
Deutsches Eck, Koblenz

As partes sul e orientais são principalmente regiões montanhosas (Westerwald, Hunsrück, Siebengebirge, Taunus e Eifel), cortadas por vales fluviais, principalmente o Médio Reno até ao Bingen (ou muito raramente entre a confluência com o Neckar e Colónia) e os seus afluentes Ahr, Mosela e Nahe. A fronteira da planície do norte da Alemanha é marcada pelo baixo Ruhr. A sul, o rio corta o Maciço do Reno.
A área abrange a parte ocidental da região industrial do Ruhr e a planície de Colônia. Algumas das maiores cidades da Renânia são Aachen, Bona, Colónia, Duisburg, Düsseldorf, Essen, Koblenz, Krefeld, Leverkusen, Mainz, Mönchengladbach, Mülheim an der Ruhr, Oberhausen, Remscheid, Solingen, Trier e Wuppertal.
Os topónimos, bem como os nomes de família locais, muitas vezes remontam à herança francesa. As terras da margem ocidental do Reno são fortemente caracterizadas pela influência romana, incluindo a viticultura. Nos territórios centrais, grande parte da população é membro da Igreja Católica.

## História

### Pré-Romano
No período histórico mais antigo, os territórios entre as Ardenas e o Reno foram ocupados pelos Tréveros, Eburões e outras tribos celtas, que, no entanto, foram todos mais ou menos modificados e influenciados pelos seus vizinhos germânicos. Na margem este do Reno, entre o Main e o Lahn, encontravam-se os assentamentos dos Mattiaci, um ramo dos Catos germânicos, enquanto mais ao norte estavam os Usípetes e os Tencteros.

### Conquistas Romanas e Francas

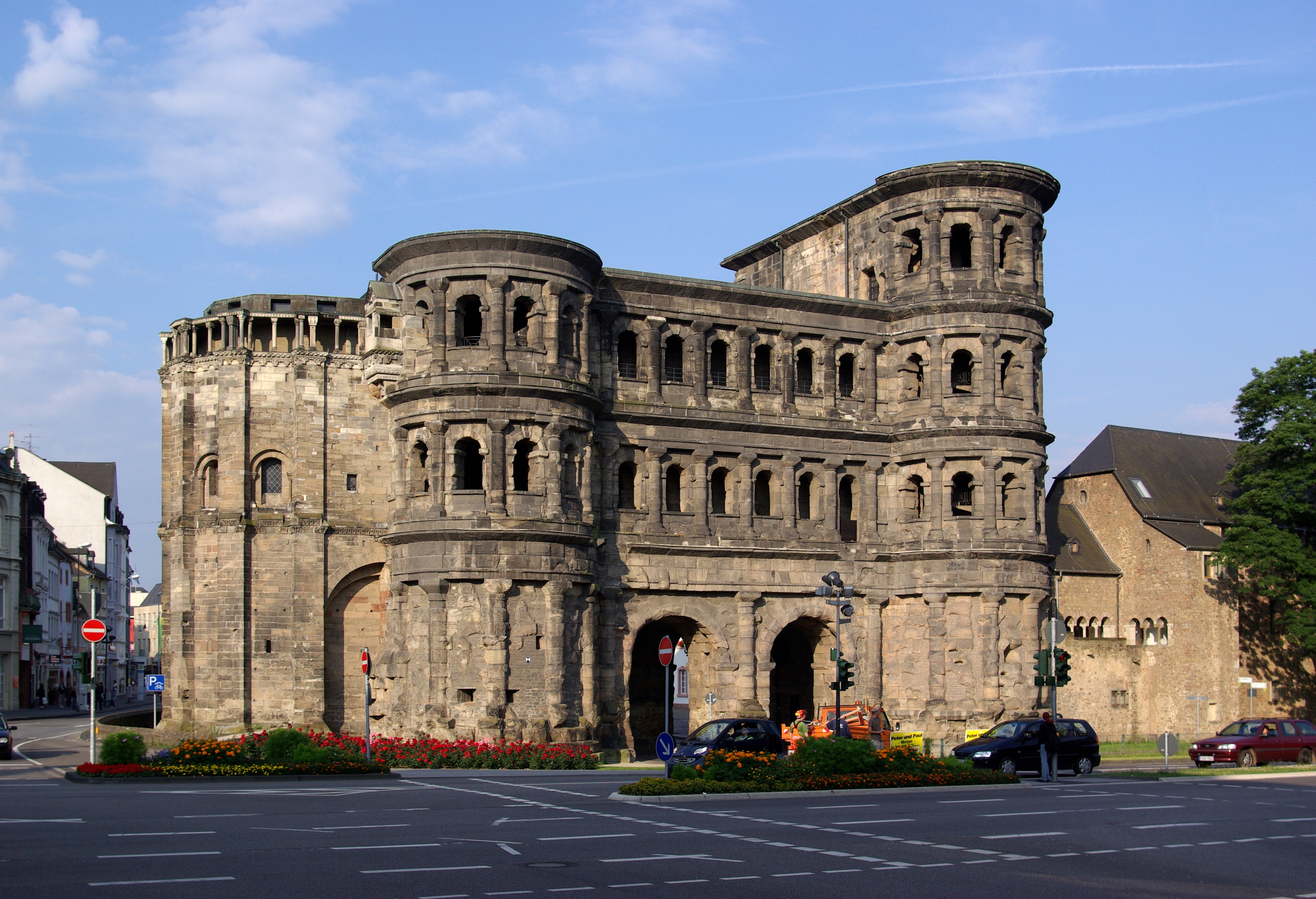
Porta Nigra, construído na época do Império Romano em Trier.

Júlio César conquistou as tribos celtas na margem oeste, e Augusto estabeleceu numerosos postos fortificados no Reno. Contudo, os romanos nunca conseguiram firmar uma base na margem este. À medida que o poder do império romano declinava, os Francos foram avançando ao longo de ambas as margens do Reno e, no final do século V, conquistaram todas as terras previamente sob influência romana. No século VIII, o domínio franco estava firmemente estabelecido na região oeste da Germânia e no norte da Gália.
Com a divisão do Império Carolíngio no Tratado de Verdun, a parte da província a este do rio caiu para a Frância Oriental, enquanto a parte a oeste permaneceu com o reino da Lotaríngia.

### Sacro Império Romano-Germânico

Sacro Império Romano-Germânico em 1618

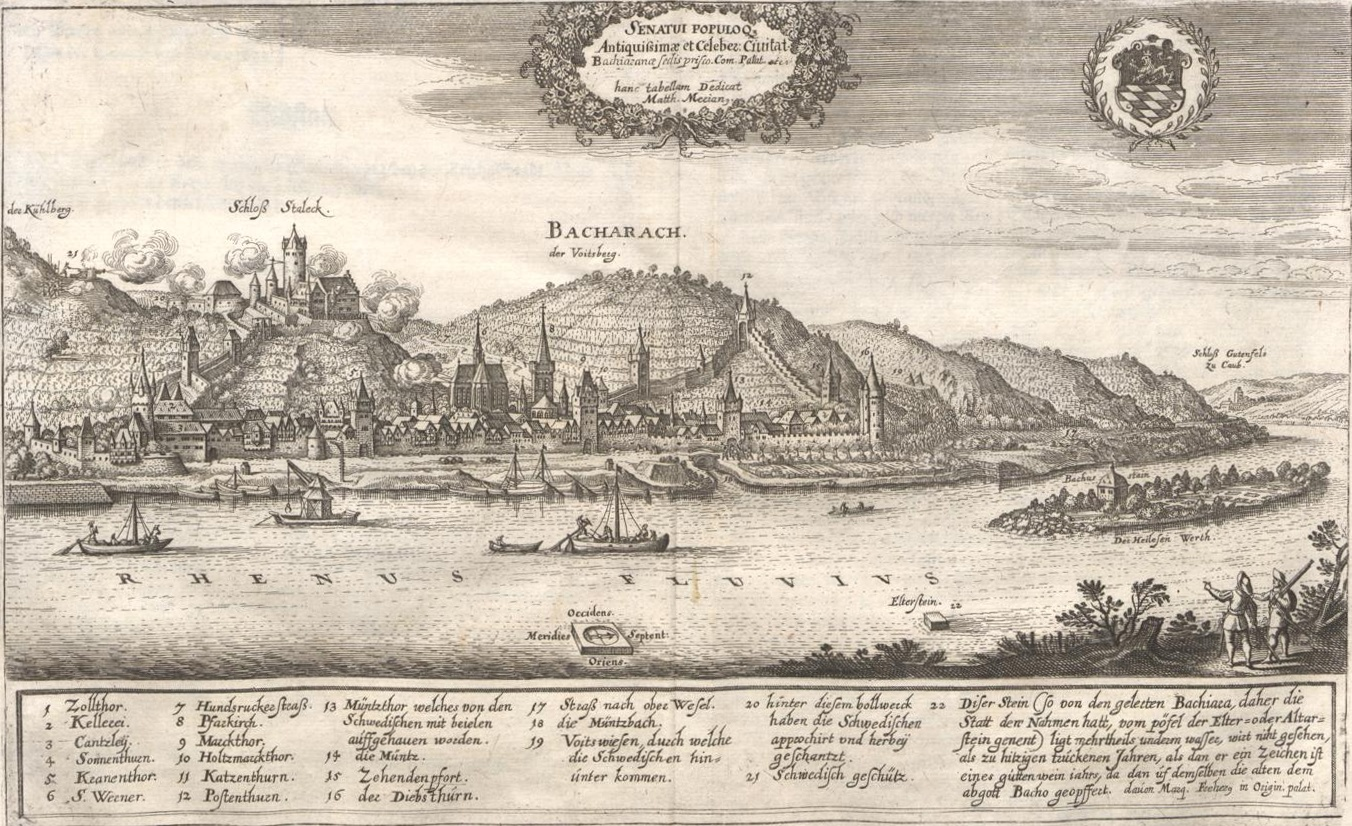
Ataque do exército sueco às tropas espanholas em Bacharach durante a Guerra dos Trinta Anos

Na época do imperador Otão I (falecido em 973), ambas as margens do Reno tornaram-se parte do Sacro Império Romano-Germânico e, em 959, o território renano foi dividido entre os ducados da  Alta Lorena, no Mosela, e da Baixa Lorena, no rio Mosa.
À medida que o poder central do Sacro Imperador Romano enfraqueceu, a Renânia desintegrou-se em pequenos numerosos principados independentes, cada um com as suas vicissitudes separadas e crónicas especiais. As antigas divisões Lotaríngias tornaram-se obsoletas e, enquanto as terras da Baixa Lorena eram referidas como Países Baixos, o nome Lorena restringiu-se apenas à região do Alto Mosela que ainda o usa. Após a Reforma Imperial de 1500/12, o território passou a fazer parte do Círculo do Reno Inferior-Vestfália, do Círculo do Reno Superior e do Círculo Eleitoral do Reno. Estados imperiais renanos notáveis incluídos:
- os eleitorados eclesiásticos de Colónia (sem posses vestfalianas) e Trier
- os ducados de Jülich, Cleves e Berg, formando os Ducados Unidos de Jülich-Cleves-Berg, a partir de 1521
- o Condado de Sponheim e vários outros Condados Imperiais
- as Cidades Imperiais Livres de Aachen e Colónia.

Apesar da sua condição desmembrada e dos sofrimentos que sofreu nas mãos dos seus vizinhos franceses em vários períodos de guerra, o território renano prosperou durante muito tempo e foi o primeiro lugar da cultura e do progresso alemães. Aachen foi o local de coroação dos imperadores alemães, e os principados eclesiásticos do Reno desempenharam um grande papel na história alemã.

### Revolução Francesa
Nos três tratados da Paz de Basileia, celebrados em 1795, toda a margem esquerda do Reno foi tomada pela França. A população era de cerca de 1,6 milhões de pessoas em vários pequenos estados. Em 1806, todos os príncipes renanos juntaram-se à Confederação do Reno, uma marioneta de Napoleão. A França assumiu o controle direto da Renânia até 1814 e liberalizou radical e permanentemente o governo, a sociedade e a economia. A Coalizão dos inimigos da França fez repetidos esforços para retomar a região, mas todas as tentativas foram repelidas.
Os franceses eliminaram séculos de restrições ultrapassadas e introduziram níveis de eficiência sem precedentes. O caos e as barreiras numa terra dividida e subdividida entre muitos pequenos principados diferentes deram lugar a um sistema racional, simplificado e centralizado controlado por Paris e dirigido por parentes de Napoleão. O impacto mais importante veio da abolição de todos os privilégios feudais e impostos históricos, a introdução de reformas legais do Código Napoleónico e a reorganização dos sistemas judiciário e administrativo local. A integração económica da Renânia com a França aumentou a prosperidade, especialmente na produção industrial, enquanto os negócios se aceleraram com a nova eficiência e reduziram as barreiras comerciais. Os judeus foram também libertados do gueto. Houve resistência limitada; a maioria dos alemães acolheu o novo regime, especialmente as elites urbanas, mas um ponto azedo foi a hostilidade dos oficiais franceses em relação à Igreja Católica Romana, a escolha da maioria dos moradores. As reformas foram permanentes. Décadas depois, trabalhadores e camponeses da Renânia frequentemente apelavam ao jacobinismo para se opor a programas governamentais impopulares, enquanto a intelectualidade exigia a manutenção do Código Napoleónico (que permaneceu em vigor por um século).

### Influência da Prússia

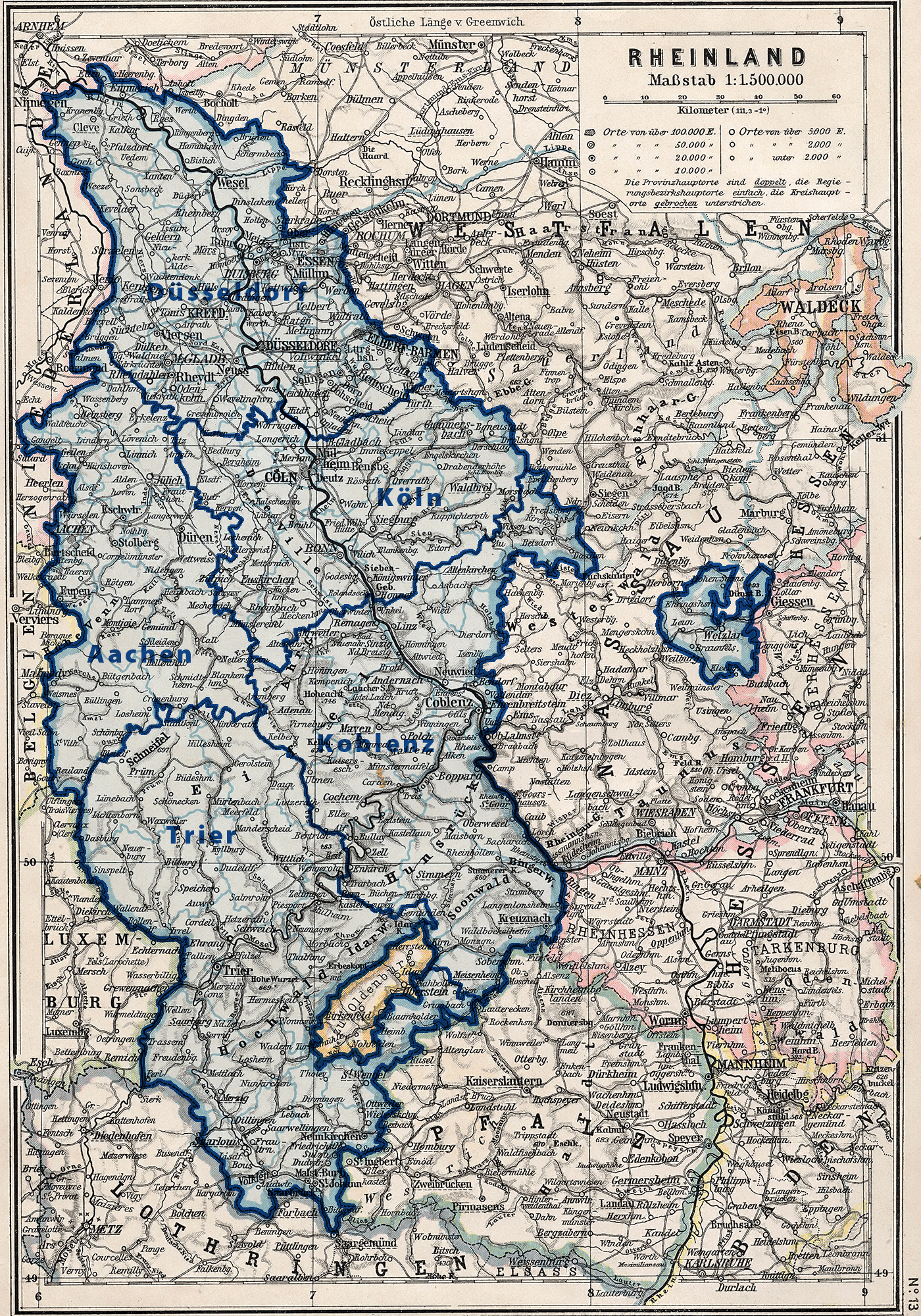
Regierungsbezirke da Província Prussiana do Reno, mapa de 1905

A influência prussiana começou em pequena escala em 1609 com a ocupação do Ducado de Cleves. Um século depois, Gueldres Prussiana e Moers também se tornaram parte da Prússia. O Congresso de Viena expulsou os franceses e atribuiu todos os distritos do baixo Reno à Prússia, que os deixou na posse imperturbável das instituições liberais a que se acostumaram sob os franceses. A Província do Reno permaneceu parte da Prússia depois da unificação da Alemanha, em 1871.

### 1918–1945
A ocupação da Renânia ocorreu após o Armistício de Compiègne a 11 de novembro de 1918. Os exércitos de ocupação consistiam em forças americanas, belgas, britânicas e francesas. Sob o Tratado de Versalhes, as tropas alemãs foram banidas de todo o território a oeste do Reno e até 50 quilómetros a este do mesmo.
Em 1920, sob forte pressão francesa, o Sarre foi separado da província do Reno e administrado pela Liga das Nações até um plebiscito em 1935, quando a região foi devolvida à Alemanha. Ao mesmo tempo, em 1920, os distritos de Eupen e Malmedy foram transferidos para a Bélgica (ver Comunidade germanófona da Bélgica).
Pouco depois, a França ocupou completamente a Renânia, controlando rigorosamente todas as áreas industriais importantes. Os alemães responderam com resistência passiva e hiperinflação; os franceses ganharam muito pouco das reparações que queriam. As tropas francesas não deixaram a Renânia até 1925.
Em 7 de março de 1936, numa violação ao Tratado de Versalhes, as tropas alemãs marcharam para a Renânia e outras regiões ao longo do Reno. O território alemão a oeste do Reno estava fora dos limites dos militares alemães.
Em 1945, a Renânia foi palco de grandes combates quando os invasores aliados dominaram os defensores alemães.

### Pós-1946
Em 1946, a Renânia foi dividida nos estados recém-fundados de Hesse, Renânia do Norte-Vestfália e Renânia-Palatinado. A Renânia do Norte-Vestfália é uma das principais áreas industriais alemãs, contendo importantes depósitos minerais (carvão, chumbo, lignito, magnésio, petróleo e urânio) e transporte aquático. Na Renânia-Palatinado, a agricultura é mais importante, incluindo os vinhedos nas regiões de Ahr, Mittelrhein e Mosel.